# Давлеканово
Давлеканово (на башкирски: Дәүләкән) е град, административен център на Давлекановски район, автономна република Башкирия, Русия. Населението му към 1 януари 2018 година е 23 662 души.